# Kukuryki
Kukuryki – wieś w Polsce położona w województwie lubelskim, w powiecie bialskim, w gminie Terespol, nad rzeką Bug.
W latach 1975–1998 miejscowość administracyjnie należała do województwa bialskopodlaskiego.
Wieś jest sołectwem w gminie Terespol. Według Narodowego Spisu Powszechnego z roku 2011 wieś liczyła 48 mieszkańców  i była dwudziestą trzecią co do wielkości miejscowością gminy.
Wierni Kościoła rzymskokatolickiego należą do parafii Świętej Trójcy w Terespolu.

## Transport
- Droga krajowa nr 68 (E30): Wólka Dobryńska – Kukuryki – granica państwa
- Droga wojewódzka nr 698: Siedlce – Łosice – Terespol

We wsi znajduje się drogowe towarowe przejście graniczne pomiędzy Polską a Republiką Białorusi.